# Stazione di Unobe
La stazione di Unobe (宇野辺駅?, Unobe-eki) è una stazione della Monorotaia di Ōsaka situata nella città di Ibaraki. Fino al 1997 la stazione portava il nome di Ibaraki, ma questo portava molti passeggeri a pensare che fosse disponibile l'interscambio con l'omonima stazione JR, in realtà ben più distante: questo portò la stazione a essere rinominata col nome attuale. La stazione è segnalata dal numero (18).